# Peñalba de Santiago
Peñalba de Santiago est un village espagnol, situé sur le territoire du municipio (municipalité ou canton) de Ponferrada, dans la comarca (pays ou comté ou arrondissement) de El Bierzo, dans la province de León, communauté autonome de Castille-et-León, dans le Nord de l'Espagne.

## Géographie

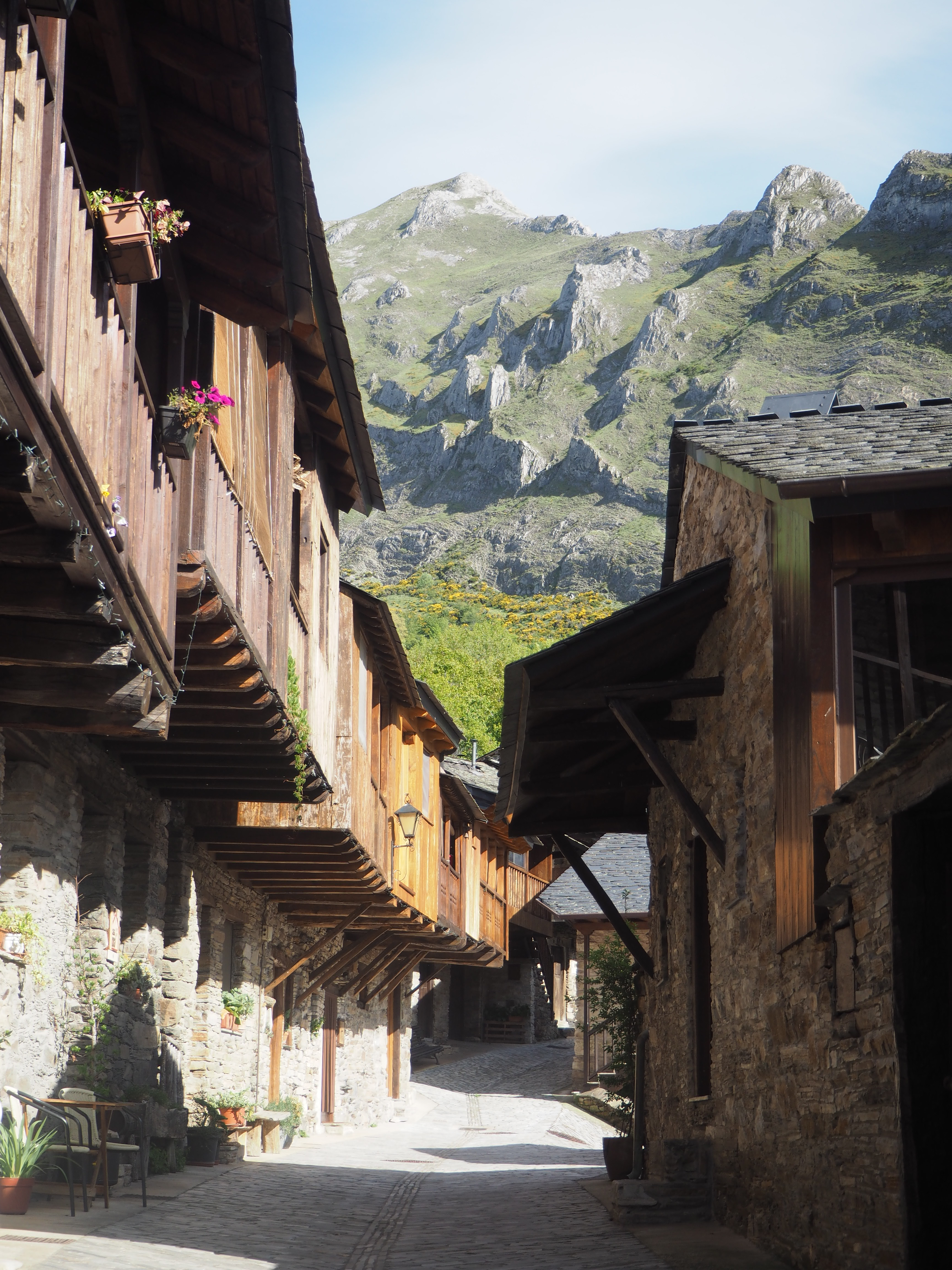
Village de Peñalba de Santiago.

Juché à 1 110 mètres d'altitude et peuplé de 21 habitants en 2008, il est isolé au cœur de la « Vallée du Silence », dans un cirque montagneux hérissé de roches calcaires, dont la couleur est à l'origine du nom de « Peñalba », la « montagne blanche ». 

## Histoire
Le village s'est développé autour de l'église mozarabe de Santiago, seul vestige du monastère fondé au Xe siècle. 
Bien qu'il soit un peu excentré par rapport au Chemin de Compostelle, les pèlerins n'hésitaient pas à faire un détour pour prier dans l'église. 

## Culture et patrimoine

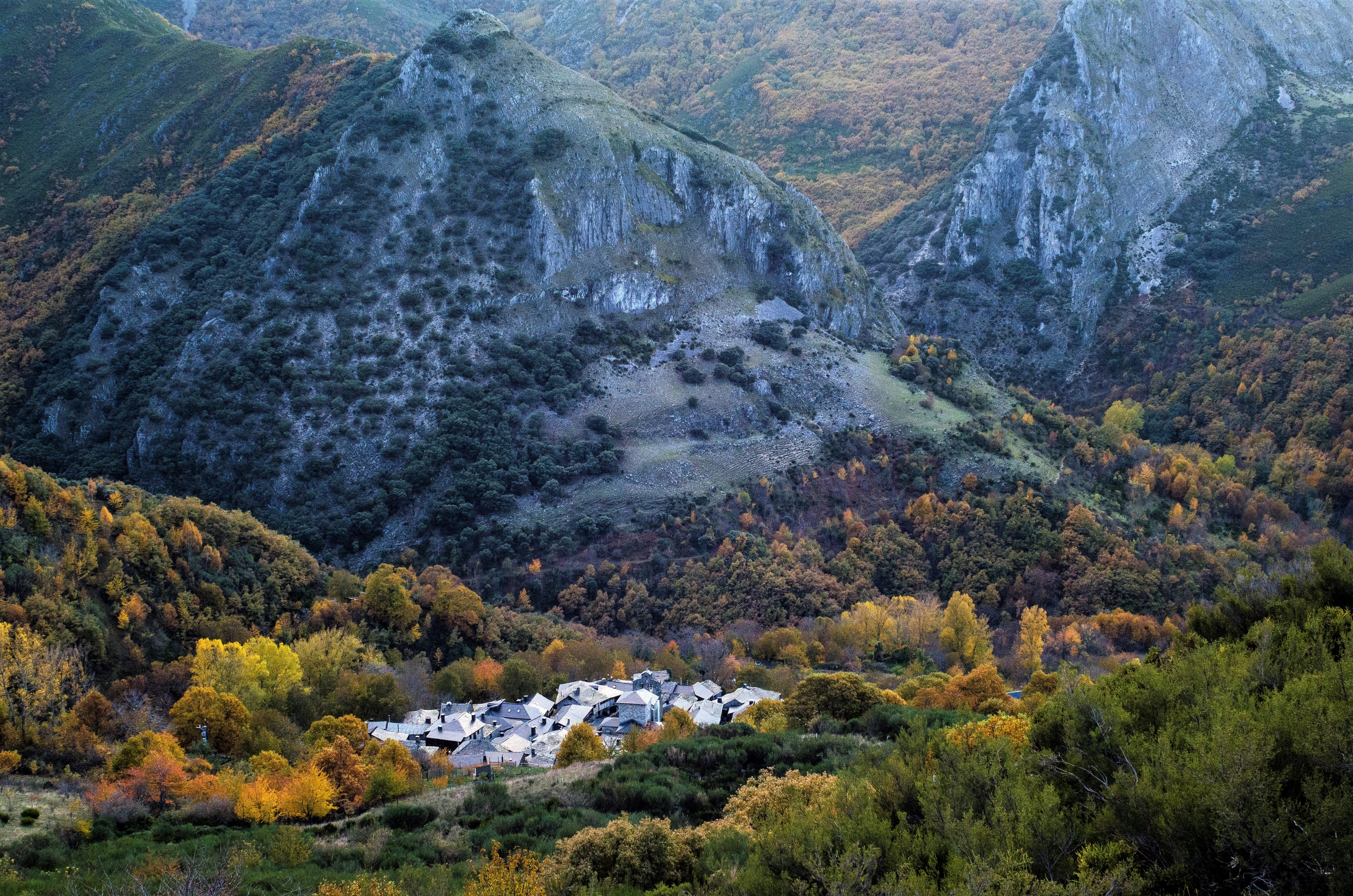
Les toits en lauzes d'ardoise de Peñalba de Santiago

### Patrimoine civil et naturel
Peñalba a conservé intacte son architecture, ses maisons, aux murs de schiste et balcons de bois, sont couvertes de lauzes d'ardoise. Pour l'authenticité et la qualité de son habitat rural, et le cadre dans lequel il s'intègre, le village est classé « Conjunto histórico-artístico nacional » (site historique et artistique national) .

## Administration
Possédant aujourd'hui le statut de concejo  de la commune de Ponferrada, il est administré par une junta vecinal (assemblée des riverains), structure infra-municipale chargée de gérer au plus près les intérêts de la population.